# Скунский дворец
Скунский дворец (англ. Scone Palace) ― памятник готической архитектуры Георгианской эпохи. Располагается вблизи деревни Скун и города Перт, Шотландия.
Место, где стоит дворец, имеет богатую историю. Во времена раннего средневековья здесь располагалась церковь, а затем и приорат августинцев. В XII веке Скунский приорат получил статус аббатства , после чего здесь же была возведена резиденция («дворец») аббата. Именно по этой причине (статус Скуна как аббатства) настоящая постройка, продолжая традицию, сохраняет название «дворец». В 1559 году, во время шотландской Реформации, Скунское аббатство было разгромлено фанатиками, поднятыми знаменитым реформатором Джоном Ноксом, пришедшими в Скун из Данди. Пережив Реформацию, здание аббатства было секуляризировано и перешло в собственность графов Мэнсфилда. На протяжении более 400 лет дворец является их владением. 
В начале XIX века дворец был расширен архитектором Уильямом Аткинсоном: в 1802 году Дэвид Уильям Мюррей, 3-й граф Мэнсфилда, поручил Аткинсону переделать здание в духе архитектуры XVI века, обновить старый дворец, сохранив при этом характеристики средневековых готических зданий аббатства, на которых он был построен. Основная часть работ была завершена к 1808 году.
Работы по благоустройству дворца вёл также и Джон Клодиус Лоудон. Ему, как и Аткинсону, была поручена разработка проекта ландшафта, который бы подчеркнул историческое значение Скуна. В течение почти тысячи лет Скун был местом коронации шотландских королей и местом расположения Скунского камня. Ещё одна реконструкция была предпринята в 1842 году, чтобы подготовить дворец к визиту королевы Виктории и принца Альберта. В этом году основные изменения коснулись декора интерьера, хотя также была налажена подача проточной воды. По сей день во дворце сохранились многие оригинальные элементы интерьера начала XIX века, в том числе несколько витиеватых резных и сводчатых потолков.
Скунский дворец является популярной туристической достопримечательностью. Большой популярностью пользуется и знаменитый дендрарий Дэвида Дугласа, расположенный рядом. Во дворце также проводятся многочисленные мероприятия на открытом воздухе.

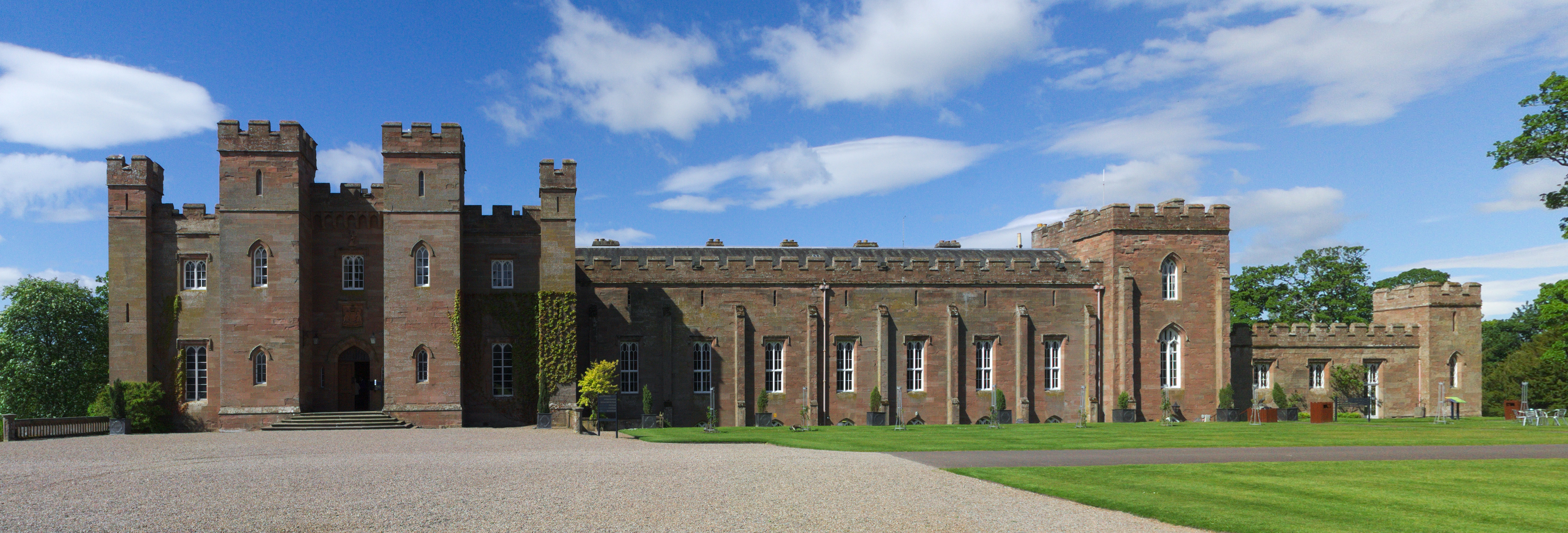
Фасад Скунского дворца